# Maja Åskag
Maja Åskag (Eskilstuna, 18 dicembre 2002) è una lunghista e triplista svedese, medaglia d'oro ai Mondiali U20 e Europei U20 nel salto in lungo e nel salto triplo.

## Record nazionali
Juniores
- Salto triplo: 14,05 m ( Tallinn, 16 luglio 2021)
- Salto triplo - indoor: 13,67 m ( Malmö, 21 febbraio 2021)

## Palmarès
| Anno | Manifestazione  | Sede      | Evento         | Risultato | Prestazione | Note                                     |
| ---- | --------------- | --------- | -------------- | --------- | ----------- | ---------------------------------------- |
| 2018 | Europei U18     | Gyor      | Salto triplo   | 9ª        | 12,69 m     |                                          |
| 2021 | Europei U20     | Tallinn   | Salto in lungo | Oro       | 6,80 m w.   | [ 1 ]                                    |
| 2021 | Europei U20     | Tallinn   | Salto triplo   | Oro       | 14,05 m     | [ 2 ]                                    |
| 2021 | Mondiali U20    | Nairobi   | Salto in lungo | Oro       | 6,60 m      | [ 3 ]                                    |
| 2021 | Mondiali U20    | Nairobi   | Salto triplo   | Oro       | 13,75 m     | [ 3 ]                                    |
| 2022 | Europei         | Monaco    | Salto triplo   | 20ª (q)   | 13,23 m     |                                          |
| 2023 | Europei indoor  | Istanbul  | Salto triplo   | 8ª        | 13,64 m     |                                          |
| 2023 | Europei U23     | Espoo     | Salto in lungo | Argento   | 6,73 m      |                                          |
| 2023 | Europei U23     | Espoo     | Salto triplo   | Argento   | 13,76 m     |                                          |
| 2023 | Mondiali        | Budapest  | Salto in lungo | 20ª (q)   | 6,47 m      |                                          |
| 2023 | Mondiali        | Budapest  | Salto triplo   | 16ª (q)   | 13,98 m     |                                          |
| 2024 | Europei         | Roma      | Salto in lungo | 14ª (q)   | 6,60 m      | Miglior prestazione personale stagionale |
| 2024 | Europei         | Roma      | Salto triplo   | 15ª (q)   | 13,74 m     |                                          |
| 2024 | Giochi olimpici | Parigi    | Salto triplo   | 19ª (q)   | 13,79 m     |                                          |
| 2025 | Europei indoor  | Apeldoorn | Salto triplo   | 9ª (q)    | 13,76 m     |                                          |
| 2025 | Mondiali indoor | Nanchino  | Salto triplo   | 5ª        | 14,01 m     |                                          |

## Campionati nazionali
- 2 volte campionessa nazionale del salto triplo indoor (2019, 2021)
- 1 volta campionessa nazionale del salto triplo  (2021)
- 1 volta campionessa nazionale del salto in lungo (2022)

2018
- Bronzo ai campionati svedesi (Eskilstuna), salto triplo - 12,79 m

2019
- Oro ai campionati svedesi indoor (Norrköping), salto triplo - 13,25 m
- Argento ai campionati svedesi (Karlstad), salto triplo - 13,29 m

2020
- Argento ai campionati svedesi indoor (Växjö), salto triplo - 13,29 m
- Argento ai campionati svedesi (Uppsala), salto triplo - 13,42 m

2021
- Oro ai campionati svedesi indoor (Malmö), salto triplo - 13,67 m
- Bronzo ai campionati svedesi (Borås), salto in lungo - 6,48 m
- Oro ai campionati svedesi (Borås), salto triplo - 13,44 m

2022
- Argento ai campionati svedesi indoor (Växjö), salto triplo - 13,10 m
- Oro ai campionati svedesi under-23 indoor (Skellefteå), salto in lungo - 6,26 m
- Oro ai campionati svedesi under-23 indoor (Skellefteå), salto triplo - 12,80 m
- Oro ai campionati svedesi (Norrköping), salto in lungo - 6,73 m w.
- Argento ai campionati svedesi (Norrköping), salto triplo - 13,32 m
- Oro ai campionati svedesi under-23 (Sollentuna), salto in lungo - 6,32 m
- Oro ai campionati svedesi under-23 (Sollentuna), salto triplo - 13,40 m

## Altre competizioni internazionali
2019
- Oro al Festival olimpico della gioventù europea ( Baku), salto triplo - 13,26 m

2022
- 9ª al Bauhaus-Galan ( Stoccolma), salto in lungo - 6,31 m

2023
- Bronzo ai Campionati europei a squadre di atletica leggera ( Chorzów), salto triplo - 13,88 m
- 8ª ai Bislett Games ( Oslo), salto triplo - 13,73 m

2025
- Argento ai Campionati europei a squadre di atletica leggera ( Madrid), salto triplo - 14,18 m